# Осси (коммуна)
Осси (итал. Ossi) — коммуна в Италии, располагается в регионе Сардиния, подчиняется административному центру Сассари.
Население составляет 5775 человек (на 2004 г.), плотность населения составляет 190,47 чел./км². Занимает площадь 30,11 км². Почтовый индекс — 7045. Телефонный код — 079.
Покровителем населённого пункта считается святой апостол Варфоломей. Праздник ежегодно празднуется 24 августа.